# سیرسی (آرکانزاس)
سیرسی، آرکانزاس (به انگلیسی: Searcy, Arkansas) یک شهر در ایالات متحده آمریکا با جمعیت ۲۲٬۸۵۸ نفر است که در آرکانزاس واقع شده‌است.

## موقعیت جغرافیایی
موقعیت جغرافیایی شهرها و مناطق اطراف به شرح زیر است: